# آسمان عشق
آسمان عشق، نام آلبومی است با صدای محمدرضا شجریان و با هم‌نوازی داریوش پیرنیاکان که در دستگاه سه گاه اجرا شده‌است. در این اجرا همایون شجریان نیز با پدر همکاری می‌کند.

## شرح

### هنرمندان
- آواز: محمدرضا شجریان
- صدابردار: حسن عسگری
- خوشنویسی: جواد بختیاری
- نقاشی از مرتضی جهانبخش

#### نوازاندگان
- داریوش پیرنیاکان: تار (همنواز آواز)
- جمشید عندلیبی: نی (همنواز آواز)
- مسعود شناسا: سنتور (همنواز آواز)
- محمد فیروزی: بربط
- سعید فرج‌پوری: کمانچه - قیچک
- همایون شجریان: تمبک

### فهرست
روی نخست:
- پیش‌درآمد سه گاه: داریوش پیرنیاکان
- ساز و آواز
  - غزل از عطار
- تصنیف: می‌دانم
  - آهنگ: محمدرضا شجریان
  - غزل از مولانا

روی دوم:
- چهار مضراب مخالف
  - سعید فرج‌پوری
- ساز و آواز
  - غزل از عطار
- تصنیف آسمان عشق
  - آهنگ از محمدرضا شجریان
  - غزل از مولانا

## ترانه‌ها

### جانا حدیث حسنت در داستان نگنجد
آواز سه‌گاه، شعر از عطار (بیت‌های برگزیده از دو غزل مختلف).

(درآمد سه‌گاه)

جانا حدیث حسن‍ت در داستان نگ‍نج‍د

رمزی ز راز عشق‍ت در صد زبان نگ‍نجد

(درآمد دوم سه‌گاه)

سودای زلف و خال‍ت در هر خیال ناید

سودای زلف و خالت در هر خیال ناید

اندیشه وصال‍ت جز در گمان نگ‍نج‍د

اندیشه وصال‍ت جز در گمان نگ‍نج‍د

(درآمد سوم سه‌گاه_مویه_)

هرگز نشان ندادند از کوی تو کسی را

از کوی تو کسی را

زی‍را که راه کوی‍ت

زیرا که راه کوی‍ت هم در نشان نگ‍نجد

زیرا که راه کوی‍ت هم در نشان نگنجد

(زابل)

آهی که عاشقان‍ت از حلق جان برآرند

هم در زمان نیاید هم در مکان نگ‍نج‍د

هم در زمان نیاید هم در مکان نگ‍نج‍د

(شکسته مویه)

آن‍جا که عاشقان‍ت یکدم حضور یاب‍ند

آنجا که عاشقان‍ت یکدم حضور یاب‍ند

دل در حساب نای‍د جان در میان نگن‍ج‍د

(مخالف)

اندر ضمیر دلها گنجی نهان نهادی

از دل اگر برآید در آس‍مان نگ‍نجد

از دل اگر برآی‍د در آسمان نگ‍نجد

(فرود)

عطار وصف ع‍شق‍ت

عطار وصف ع‍شق‍ت چون در عبارت آرد

زیرا که وصف عشق‍ت

زی‍را که وصف عشق‍ت هم در بیان نگ‍نج‍د
زیرا که وصف عشقت هم در بیان نگنجد

### جانا ز فراق تو این محنت جان تا کی
آواز سه گاه، شعر از عطار.

(جمله اول مخالف)

جانا ز فراق تو این محنت جان تا کی

دل در غم عشق تو رسوای جهان تا کی

تا کی

(جمله دوم مخالف)

چون جان و دلم خون شد در درد فراق تو

بر بوی وصال تو دل بر سر جان تا کی

دل بر سر جان تا کی

(جمله سوم مخالف)

نامد گه آن آخر کز پرده برون آیی

آن روی بدان خوبی در پرده نهان تا کی

(مغلوب)

بشکن به سر زلفت این بند گران از دل

بر پای دل مسکین این بند گران تا کی

بر پای دل مسکین این بند گران تا کی

(پس مخالف + فرود)

دل بردن مشتاقان از غیرت خود تا چند

خون خوردن و خاموشی زین دلشدگان تا کی

(مویه)

گر عاشق دلداری ور سوخته یاری

بی‌نام و نشان می‌رو زین نام و نشان تا کی

زین نام و نشان تا کی

بی‌نام و نشان می‌رو زین نام و نشان تا کی

زین نام و نشان تا کی